# Patrick Monahan
Patrick T. (Pat) Monahan (Erie, 28 februari 1969) is een Amerikaanse singer-songwriter, muzikant en acteur. Monahan is bekend als zanger en songwriter van de band Train. Verder heeft hij samengewerkt met een aantal andere artiesten en heeft hij een soloalbum opgenomen, genaamd Last of Seven.
Monahan werd geboren als zoon van Jack Monahan, muzikant en eigenaar van een kledingwinkel. Patrick Monahan is de jongste van zeven kinderen en werd al oom op vijfjarige leeftijd. Hij ging naar de McDowell High School in Erie en studeerde later op de Edinboro University of Pennsylvania. Monahan is van Ierse afkomst. Monahan is tweemaal getrouwd geweest en heeft uit beide huwelijken twee kinderen.

## Muziek
Monahan begon zijn muzikale carrière in een coverband genaamd Rogues Gallery. De band was actief van 1988 tot 1990 in zijn geboorteplaats Erie en bestond uit Monahan (leadzang, percussie), Mark Emhoff (leadgitaar, zang), Mike Imboden (basgitaar, keyboard, zang), John McElhenny (drums, zang) en Matt McElhenny (gitaar, keyboards en vocals). Na de ontbinding van de band verliet Monahan Erie aan het einde van 1993 en vertrok naar Californië waar hij Rob Hotchkiss ontmoette. Samen begonnen ze op te treden en langzaamaan groeiden ze in populariteit en werden Jimmy Stafford (gitaar), Charlie Colin (bas) en Scott Underwood (drums) aan de band toegevoegd en werd Train een feit. In de periode van 1994 tot 2006 bracht Train vier studioalbums uit. In 2002 won de band twee Grammy Awards, een voor het liedje Drops of Jupiter (Tell Me), welke was geschreven door Monahan met inspiratie van zijn moeders overlijden.
Naast zijn werk met Train, was Monahan gastzanger in het liedje Shimmer van Fuel in 2001. In november 2005 was hij gastzanger in de Amerikaanse televisieshow Decades Rock Live, waar hij Time After Time van Cyndi Lauper coverde. Later nam hij deel aan het eerbetoon aan The Doors, door Love Me Two Times te zingen in The Doors: A Celebration.
Van 2006 tot 2009 nam Train en pauze van drie jaar. Op 18 september 2007 bracht Monahan zijn eerste soloalbum uit, genaamd Last of Seven. De eerste single van het album, "Her Eyes", bereikte de top tien van de Billboard's Hot AC hitlijst. De tweede single was "Two Ways to Say Goodbye." Op Last of Seven werkt Monahan samen met Brandi Carlile, Richie Sambora en Graham Nash. Verder werkte Monahan in deze periode met Guy Chambers om samen twee liedjes te schrijven voor Tina Turners album Tina!: Her Greatest Hits.
In 2009 dook Train weer de studio in voor het positief ontvangen album Save Me, San Francisco. In hetzelfde jaar acteerden Monahan en een paar bandleden van Train in een episode van CSI New York. Ondanks het succes van het album en de erbij behorende tournee had Monahan nog tijd voor een aantal andere projecten. Op 4 april 2010 trad hij op met The Hollies gedurende hun Rock and Roll Hall of Fame introductie. Verder zong hij een cover van Maybe Baby van Buddy Holly voor het tributealbum Listen to Me: Buddy Holly, welke uitgebracht werd op 6 september 2011.
Verder zong Monahan Trains liedje Marry Me als een duet met Martina McBride voor haar album Eleven. Ook trad Monahan op tijdens een aflevering van The Voice USA en zong hij het Amerikaanse volkslied voorafgaand aan grote evenementen driemaal: in 2007 voorafgaand aan de Pro Football Hall of Fame Game, voorafgaand aan de openingswedstrijd van het nieuwe stadion van de San Francisco Giants in 2011 en in 2012, en ten slotte voorafgaand aan de Daytona 500 in Florida.
Naast muzikant is Monahan de stem van Driver Dan in het Amerikaanse kinderprogramma Driver Dan's Story Train. In 2013 had hij een gastrol in de serie Hawaii Five-0.

## Discografie
Voor de discografie met Train, zie Train.

### Studioalbums
| Jaar | Albumgegevens                                                                   | Hoogste positie |
| Jaar | Albumgegevens                                                                   | US              |
| ---- | ------------------------------------------------------------------------------- | --------------- |
| 2007 | Last of Seven - Verschijningsdatum: 18 september 2007 - Label: Columbia Records | 82              |

### Singles
| 2007                           | "Her Eyes"                     | 110 | 9  | —  | Last of Seven |
| Als featured artiest           |                                |     |    |    |               |
| 2010                           | The Truth (met Kris Allen)     | —   | 17 | —  | Kris Allen    |
| 2012                           | Marry Me (met Martina McBride) | —   | —  | 45 | Eleven        |
| "—" niet in hitlijst opgenomen |                                |     |    |    |               |